# الطريق الأوروبي E48
الطريق الأوروبي E48 هو جزء من شبكة الطرق الأوروبية الدولية. يبدأ في شفاينفورت بألمانيا وينتهي في براغ بجمهورية التشيك.